# Noémie Lvovsky
Noémie Lvovsky (Parijs, 14 december 1964) is een Frans actrice en filmregisseur. 
Lvovsky studeerde aan La fémis en was een jaargenoot van Arnaud Desplechin met wie ze nog regelmatig samenwerkt. In haar eerste twee films als regisseur vertolkte Emmanuelle Devos die toen aan het begin van haar carrière stond een hoofdrol.
Lvovsky werd eenmaal genomineerd voor de César voor beste actrice (in 2013 voor haar rol in Camille redouble), eenmaal voor de César voor beste regisseur (in 2013 voor Camille redouble) en zes maal voor de César voor beste vrouwelijke bijrol waarmee ze de actrice is die het grootste aantal nominaties voor deze prijs verzamelde maar ook de actrice met het grootste aantal nominaties zonder de prijs ooit te winnen. De zes nominaties waren voor haar rollen in Ma femme est une actrice in 2002, Backstage in 2006, Actrices in 2008, Les Beaux Gosses in 2010, L'Apollonide : Souvenirs de la maison close in 2012 en La Belle Saison in 2016 bij de 41ste Césaruitreiking. Ook twee van haar films werden genomineerd voor de César voor beste film, Les Sentiments in 2004 en Camille redouble in 2013.
In 1999 werd haar film La vie ne me fait pas peur laureaat van de Prix Jean Vigo.

## Filmografie
als actrice (selectie)
- 2001: Ma femme est une actrice van Yvan Attal als Nathalie
- 2005: L'un reste, l'autre part van Claude Berri als Nicole
- 2005: Backstage van Emmanuelle Bercot als Juliette
- 2006: Le Grand Appartement van Pascal Thomas als Charlotte Falingard
- 2006: L'École pour tous van Eric Rochant als Krikorian
- 2007: Actrices van Valeria Bruni-Tedeschi als Nathalie
- 2007: Un cœur simple van Marion Laine als Nastasie
- 2008: Coco van Gad Elmaleh als Brigitte
- 2009: Les Beaux Gosses van Riad Sattouf als de moeder van Hervé
- 2011: L'Apollonide : Souvenirs de la maison close van Bertrand Bonello als Marie-France
- 2012: Camille redouble van Noémie Lvovsky als Camille Vaillant
- 2015: La Belle Saison van Catherine Corsini als Monique
- 2016: Rosalie Blum van Julien Rappeneau als Rosalie
- 2016: Chocolat van Roschdy Zem als Madame Delvaux
- 2017: Demain et tous les autres jours van Noémie Lvovsky als Madame Zasinger
- 2017: D'après une histoire vraie van Roman Polański als commissaire de l'exposition
- 2023: Jeanne du Barry van Maïwenn als La Comtesse de Noailles

als regisseur (selectie)
- 1989: Dis-moi oui, dis-moi non (kortfilm)
- 1994: Oublie-moi
- 1999: La vie ne me fait pas peur
- 2003: Les Sentiments
- 2007: Faut que ça danse !
- 2012: Camille redouble
- 2017: Demain et tous les autres jours

- Bibsys: 14002864
- Biblioteca Nacional de España: XX1797284
- Bibliothèque nationale de France: cb14031641t (data)
- Gemeinsame Normdatei: 143486608
- International Standard Name Identifier: 0000 0001 2121 3281
- Library of Congress Control Number: no2003110089
- Nationale Bibliotheek van Tsjechië: xx0165118
- Nederlandse Thesaurus van Auteursnamen: 422222976
- Réseau des bibliothèques de Suisse occidentale: 02-A016234982
- Système universitaire de documentation: 070969051
- Virtual International Authority File: 14469480
- WorldCat: E39PBJt3XB9JkkycpmXv69YkjC